# Ryō Nurishi
Ryō Nurishi (塗師 亮 Nurishi Ryō?, nacido el 1 de mayo de 1986 en Kanagawa) es un exfutbolista japonés. Jugaba de defensa y su último club fue el Tokyo Verdy de Japón.

## Trayectoria

### Clubes
| Club                 | País  | Año         |
| -------------------- | ----- | ----------- |
| Tokyo Verdy          | Japón | 2005 - 2006 |
| Okinawa Kariyushi FC | Japón | 2009        |
| Tokyo Verdy          | Japón | 2010 - 2011 |

## Estadística de carrera

### J. League
| Club        | Año   | J. League | J. League | Copa J. League | Copa J. League | Total | Total |
| Club        | Año   | Part.     | Goles     | Part.          | Goles          | Part. | Goles |
| ----------- | ----- | --------- | --------- | -------------- | -------------- | ----- | ----- |
| Tokyo Verdy | 2005  | 2         | 0         | 0              | 0              | 2     | 0     |
| Tokyo Verdy | 2006  | 2         | 0         | -              | -              | 2     | 0     |
| Tokyo Verdy | 2010  | 0         | 0         | -              | -              | 0     | 0     |
| Tokyo Verdy | 2011  | 0         | 0         | -              | -              | 0     | 0     |
| Total       | Total | 4         | 0         | 0              | 0              | 4     | 0     |